# Werner Krämer
Werner Krämer (Duisburg, 23 gennaio 1940 – Duisburg, 12 febbraio 2010) è stato un calciatore tedesco, di ruolo attaccante.
È scomparso nel 2010 all'età di 70 anni.

## Carriera

### Club
Ha militato nel Duisburg per numerose stagioni, disputando la finale di Coppa di Germania 1966, persa contro il Bayern Monaco. Tra il 1967 ed il 1969 ha poi vestito la maglia dell'Amburgo.
Ha concluso la carriera col Bochum, dove è rimasto dal 1969 al 1973 conquistando anche una promozione in Bundesliga.

### Nazionale
Debutta nella Nazionale della Germania Ovest nel 1963 e fa parte della spedizione tedesca ai Mondiali del 1966 in Inghilterra. Ha vestito la casacca della Nazionale per 13 volte segnando 3 reti.

## Palmarès

### Club

#### Competizioni nazionali
- Regionalliga West: 1

Bochum: 1970-1971